# Maxis
 (транскр.  Максис софтвер) америчка је компанија која се бавила развојем видео-игара, а сада је брендирано име компаније Electronic Arts. Назив другог софтвера био је SimCity, симулација града и стратешка видео-игра. Maxis је такође творац најпродаваније видео-игре свих времена The Sims и свих њених наставака, а такође је скоро завршена и пуштена у продају видео-игра Spore.